# Riu Ise
|  | Per a altres significats, vegeu «IJse». |

L'Ise és un afluent dret de l'Aller (pronuncia: Àl·ler) als estats de Saxònia-Anhalt i Baixa Saxònia. Neix al nucli Neuekrug del municipi de Diesdorf i desemboca al centre de la ciutat de Gifhorn. A l'edat mitjana servia per al transport de fusta per raiers. Avui només s'utilitza en certes parts per a la navegació esportiva amb canoa. Poc abans l'aiguabarreig amb l'Aller, travessa el Mühlensee al Museu dels Molins on alimenta els molins d'aigua.

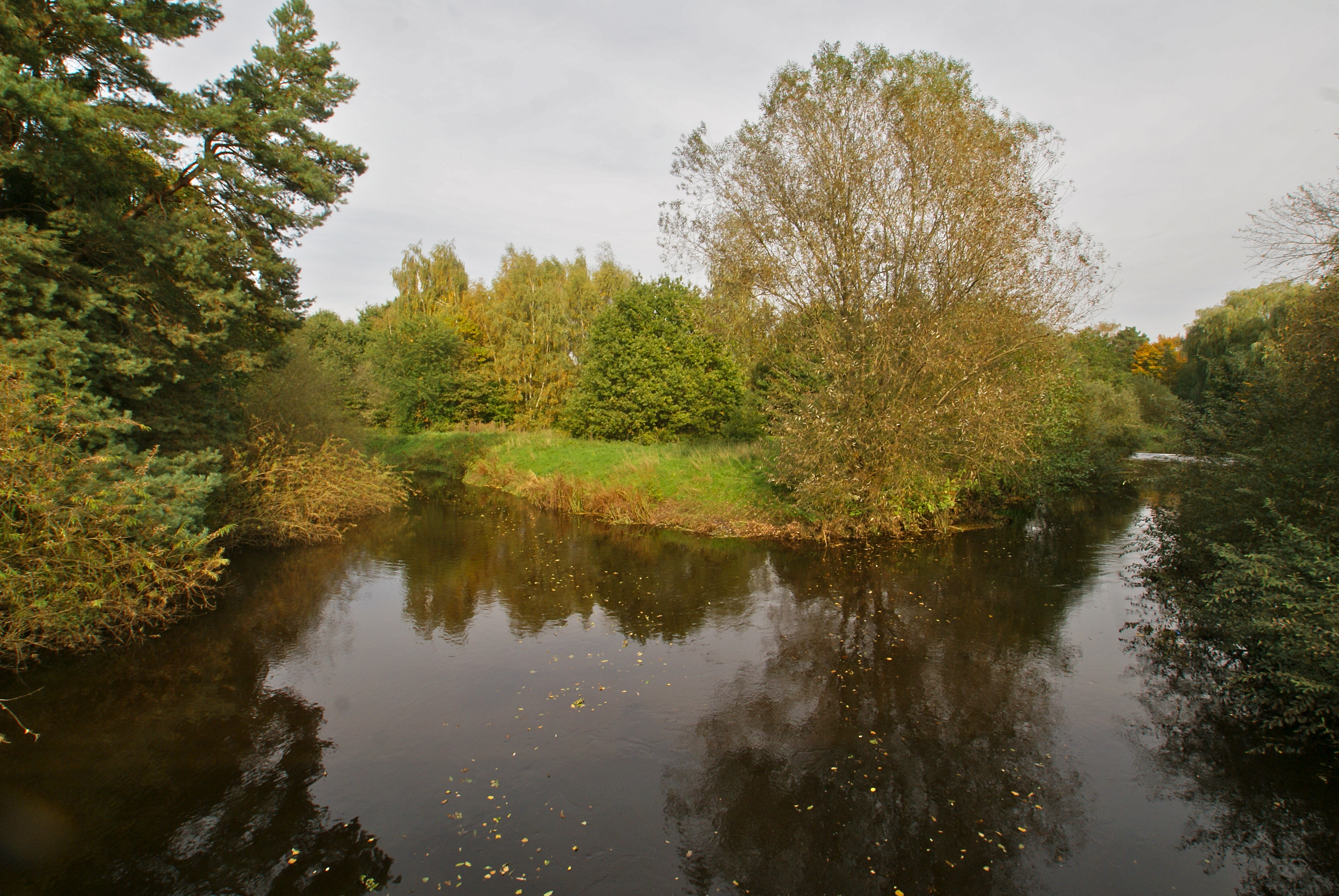
Aiguabarreig de l'Ise (esquerra superior) amb l'Aller (primer pla) a Gifhorn

És un dels nombrosos rius dels quals el nom prové d'un nom comú germànic o frisó «i» o «is» que significa i que ès etimològicament aparentat amb la paraula «aigua» (altres exemples són: l'Isar, l'Eijserbeek, l'IJse, l'IJ, l'IJzer, Isebek, Eisenbek…).

## Afluents
- Marge dret: Gose, Emmer Bach, Bruno
- Marge esquerre: Fulau, Isebeck, Knesebach, Kiekenbruchrönne, Momerbach, Riet, Fischergraben, Flotte i Sauerbach.